# Albatros (Schiff, 1967)
Die Albatros war ein französisches Patrouillenboot, das in den Französischen Süd- und Antarktisgebieten eingesetzt wurde.

## Geschichte

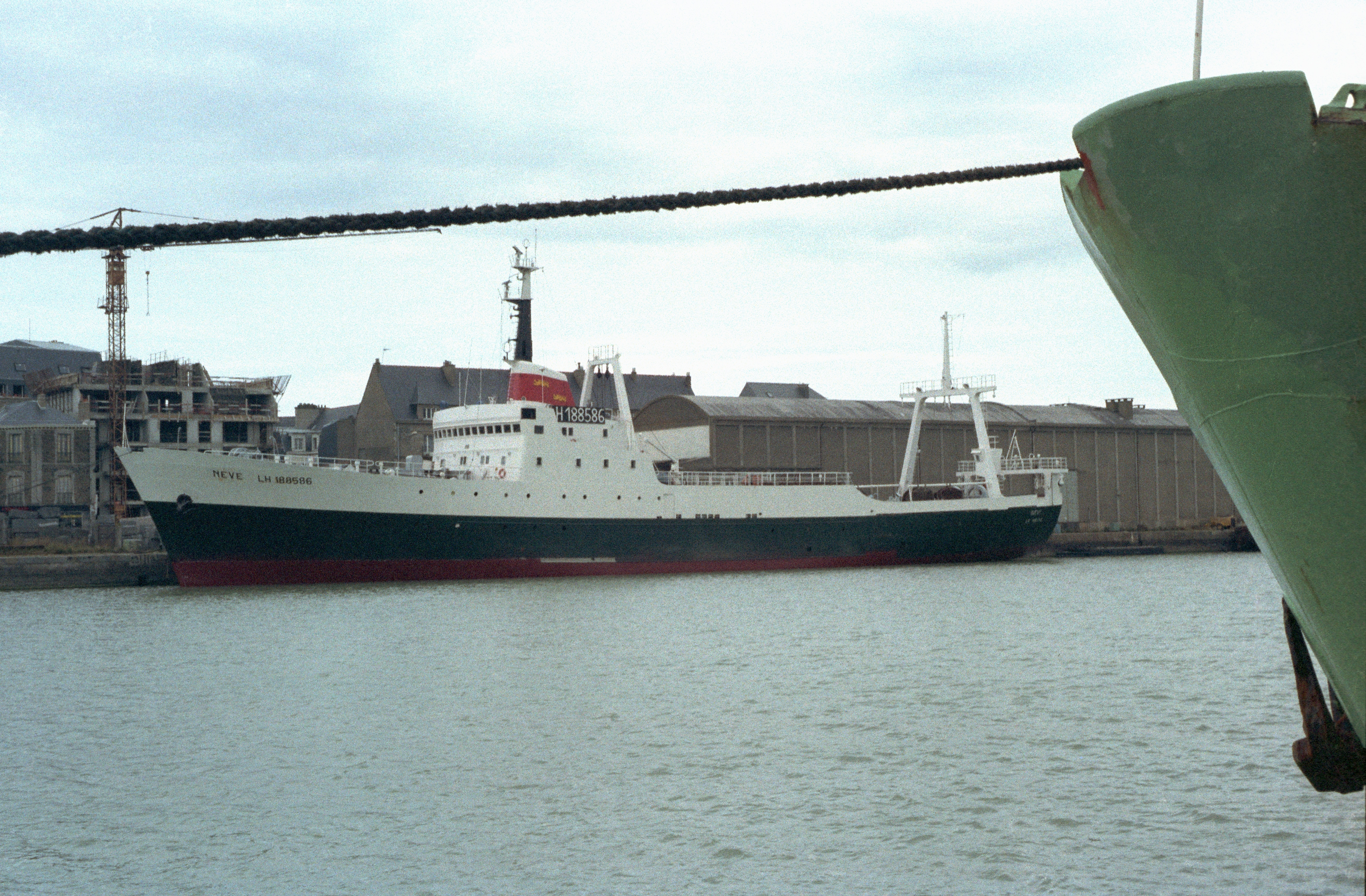
Die Névé 1981 im Hafen von Saint-Malo

Das Schiff wurde auf der Werft Ateliers et Chantiers de la Seine-Maritime in Le Trait an der Seine als Trawler für das französische Unternehmen Société Navale Caennaise (SNC) gebaut. Der Stapellauf fand am 12. Dezember 1966 statt. 1967 wurde der Trawler als Névé mit dem Fischereikennzeichen LH 277 in Dienst gestellt. Die Société Navale Caennaise bzw. die Société Havraise de Pêche, ein Tochterunternehmen von SNC, nutzten das Schiff bis 1983 für den Fischfang im Nordatlantik. Anschließend wurde es an die französische Marine verkauft, die es bei DCAN Toulon zu einem Patrouillenboot umbauen ließ.
Im Mai 1984 stellte die französische Marine das in Albatros umbenannte Schiff in Dienst. Es war auf Réunion stationiert und diente der Überwachung der ausschließlichen Wirtschaftszone Frankreichs in dessen Süd- und Antarktisgebieten mit einem Schwerpunkt bei der Kontrolle von Fischereifahrzeugen.
Das Schiff wurde wiederholt für humanitäre Einsätze genutzt. Im Jahr 2009 nahm das Schiff an der europäischen Operation Atalanta am Horn von Afrika und im Golf von Aden teil.
Im Jahr 2015 wurde die Albatros außer Dienst gestellt. Ihre Aufgaben wurden von der 2017 in Dienst gestellten L’Astrolabe übernommen.

## Technische Daten und Ausstattung
Der Antrieb des Schiffes erfolgte dieselelektrisch durch zwei Elektromotoren mit jeweils 810 kW Leistung, die auf einen Propeller wirkten. Für die Stromerzeugung standen zwei SACM-Wärtsilä-Dieselmotoren (Typ: UD33V12S4) mit jeweils 1120 kW Leistung zur Verfügung, die zwei Generatoren antrieben.
Die Antriebsanlage bzw. Teile davon wurden mehrfach erneuert bzw. umgebaut. So wurde der Strombedarf des Schiffes anfangs von drei von MAN-Dieselmotoren angetriebenen Generatoren gedeckt. Die Motoren wurden schon 1970 ersetzt. Ein größerer Umbau der Antriebsanlage erfolgte 1990 in Lorient.
Das Schiff konnte 60 Tage auf See bleiben. Die Reichweite betrug 25.000 Seemeilen bei 9 Knoten und 14.700 Seemeilen bei 14 Knoten.
An Bord war Platz für 50 Besatzungsmitglieder sowie 15 Passagiere.
Das Schiff war mit einer Krankenstation mit sechs Betten ausgestattet.